# Noto Sans
Noto Sans es una familia tipográfica de estilo Sans Serif y palo seco diseñada por Steve Matteson para Google en 2012. Hace parte de la familia Google Noto con Noto Serif, su tipografía basada es Open Sans y Droid pero cambian las letras, g minúscula y la i Mayúscula. la letra i tiene el estilo serif.

## Versiónes modificadas

### Noto Sans Alt IJ (IKEA Sans)
Noto Sans Alt IJ (también conocida como Noto IKEA, Noto IKEA Sans y Noto Sans IKEA) es una versión modificada y mezclada con Open Sans, pero se conserva la letra g de Noto Sans, La letra i de Open Sans se conservan, La letra J mayúscula se corrige, está famila tipográfica hace parte de la compañía IKEA desde 2019 pero originalmente modificada en 2018 por MattMayuga.